# Plamének alpský
Plamének alpský (Clematis alpina) je rostlina z čeledi pryskyřníkovitých (Ranunculaceae).

## Popis
Jedná se o dřevitou liánu, která dorůstá až do 1–2 m délky. Listy jsou 1–2x lichozpeřené (1–2x trojčetné), řapíkaté. Lístky jsou na okraji jednou až 2x hrubě pilovité. Květy mají asi 3–5 cm v průměru, jsou modré až fialové, vzácně bílé nebo růžové, vyrůstají jednotlivě na dlouhých stopkách, jsou nicí. Okvětní lístky jsou nejčastěji 4, vně jsou pýřité. Ve skutečnosti se ale jedná o petalizované (napodobující korunu) kališní lístky, kdy korunní lístky chybí. Kvete v květnu až v červenci. Tyčinek je mnoho, přítomna jsou i staminodia, kterých je asi 10–12, jsou uspořádaná do věnce, bílá a připomínají korunní lístek, nesou nektaria. Gyneceum je apokarpní, pestíků je mnoho. Plodem je nažka, která je na vrcholu zakončená asi 3–4 cm dlouhým chlupatým přívěskem. Nažky jsou uspořádány do souplodí. Počet chromozómů je 2n=16.

## Rozšíření
Plamének alpský roste v horách jižní až střední Evropy, a to od Alp a Apenin po hory Balkánu a Karpaty. Od Ruska po Čínu roste příbuzný druh Clematis sibirica, který byl někdy považován jen za poddruh plaménku alpského. V České republice neroste. Vyskytuje se ale ve slovenských Karpatech od Súľovských skal na západě, po Vihorlat na východě v montánním až subalpínském stupni.

## Ekologie
Roste na zarostlých skalnatých stráních, v křovinách a ve světlých lesích.

## Ohrožení
Na Slovensku je chráněn zákonem a řazen mezi zranitelné druhy. V ČR se nevyskytuje.